# Tomislav Crnković
Tomislav Crnković (Cattaro, 17 giugno 1929 – Zagabria, 17 gennaio 2009) è stato un calciatore jugoslavo, di ruolo difensore.

## Palmarès

### Club
- Campionato jugoslavo: 2

Dinamo Zagabria: 1953-1954, 1957-1958
- Coppa di Jugoslavia: 2

Dinamo Zagabria: 1951, 1959-1960

### Nazionale
- Argento olimpico: 1

Helsinki 1952